# Мел путтах бемох
Мел путтах бемох — индийский двуручный меч.
Впервые упоминается в трактатак XVI века «Ниханг-нама» и «Нуджум ал-Улум». Сохранилось несколько экземпляров подобных мечей. Один из них имеет общую длину 165 см и длину клинка — 118 см. Рукоять разделена на две части, каждая из которых снабжена чашевидной гардой. Клинок достаточно узкий, схож с клинком шпаги.
По мнению Р. Элгуда, эти мечи возникли в XVI веке, возможно, под влиянием немецких цвайхандеров, а позднее были вытеснены оружием кханда. Однако, как отмечает К. С. Носов, мел путтах бемох имеет важное отличие от европейских двуручников — узкий и сравнительно лёгкий клинок, что было не столь эффективно для нанесения рубящих ударов.